# Побрдже (Дечани)
Побрдже (серб. Побрђе, Pobrđe; алб. Pobërgjë) — село в общине Дечани в исторической области Метохия. С 2008 года находится под контролем частично признанной Республики Косово.

## Административная принадлежность
| Сербская позиция                                                                 | Албанская позиция                                            |
| -------------------------------------------------------------------------------- | ------------------------------------------------------------ |
| входит в общину Дечани Печского округа автономного края Косово и Метохия, Сербия | входит в общину Дечани Джяковицкого округа Республики Косово |

## История
В 1485 году село упоминается под названием Палова; было 8 сербских домов. В 1921 году в селе было 54 дома и 675 жителей.

## Население
Согласно переписи населения 1981 года в селе проживало 1193 человека: все албанцы.
Согласно переписи населения 2011 года в селе проживало 1314 человек: 650 мужчин и 664 женщины; 1311 албанцев и 3 лица неизвестной национальности.
| Численность населения | Численность населения | Численность населения | Численность населения | Численность населения | Численность населения | Численность населения |
| 1948                  | 1953                  | 1961                  | 1971                  | 1981                  | 1991                  | 2011                  |
| --------------------- | --------------------- | --------------------- | --------------------- | --------------------- | --------------------- | --------------------- |
| 667                   | 702                   | 721                   | 917                   | 1193                  | 1416                  | 1314                  |